# قيمة ممزوجة

تشير القيمة الممزوجة إلى إطار مفاهيمي ناشئ يتم من خلاله تقييم المنظمات غير الربحية والشركات والاستثمارات بناءً على قدرتها على توليد مزيج من القيمة المالية والاجتماعية والبيئية. يُنسب هذا المصطلح عادةً إلى جيد إيمرسون، ويستخدم أحيانًا بالتبادل مع الخط السفلي الثلاثي. تقوم عروض القيمة المختلطة على فكرة أن القيمة لا يمكن أن تكون متشعبة، وتتكون بطبيعتها من أكثر من قياس للأداء. على سبيل المثال، ستأخذ الشركات الربحية بعين الاعتبار تأثيرها الاجتماعي والبيئي على المجتمع إلى جانب قياس أدائها المالي. في نفس السياق، ستراعي المنظمات غير الربحية كفاءتها المالية واستدامتها جنبًا إلى جنب مع أدائها الاجتماعي والبيئي. تشير القيمة الممزوجة إلى أن المقياس الحقيقي لأي منظمة هو قدرتها على الأداء الكلي في جميع المجالات الثلاثة.

## القيمة الممزوجة في العمل
يظهر نشاط القيمة الممزوجة بشكل أوضح في خمسة قطاعات، حيث من المرجح أن تسعى المنظمات عمداً إلى مزيج من عناصر الأداء الاجتماعية والبيئية والمالية. القطاعات الخمسة هي:
- المشاريع الاجتماعية : الشركات التي تستخدم مهارات ومفاهيم الأعمال ليكون لها تأثير اجتماعي هادف ومستدام. بدلاً من تعظيم الربح، تحاول المؤسسات الاجتماعية إثراء حياة الناس الفقراء أو المرضى أو المحرومين.
- الاستثمار المؤثر : مستثمرون من القطاع الخاص سعياً للحصول على عوائد مالية واجتماعية وبيئية، مما يوفر رأس المال للمؤسسات المستدامة ذات المهمة الاجتماعية.
- العمل الخيري الاستراتيجي : إن العمل الخيري الاستراتيجي هو نهج لتقديم العطاء الخيري ليس كمجرد تبرعات خيرية، بل بالأحرى اتخاذ نظام استثمار لخلق القيمة الاجتماعية.
- برامج المسؤولية الاجتماعية للشركات : تصف المسؤولية الاجتماعية للشركات الشركات ومديري الأعمال / القادة الذين يقومون بدمج الاستراتيجيات التي تسعى لخلق قيمة بيئية واجتماعية ضمن البرامج والعمليات وسلاسل التوريد. قد تظهر المسؤولية الاجتماعية للشركات أيضًا من حيث كيفية إدارة الشركة لاستثماراتها والعمل الخيري.
- التنمية المستدامة : المبدأ التوجيهي للتنمية العالمية الذي يركز على الاستدامة البيئية، وتحسين الظروف الاقتصادية والاجتماعية للعالم النامي.

### نماذج الأعمال ذات القيمة الممزوجة
تسعى المنظمات التي تدمج نماذج الأعمال ذات القيمة الممزوجة بنشاط إلى زيادة قيمتها للمجتمع إلى أقصى حد مع زيادة كفاءتها المالية. ومن الأمثلة على ذلك تعاونية البن التجارية العادلة، التي تخلق قيمة اجتماعية من خلال الحد الأدنى المضمون للأسعار المدفوعة لمزارعي البن والاستثمارات المباشرة لتنمية المجتمع. تعتمد قدرة نموذجهم على تحقيق قيمة مختلطة على قابليته المالية. تشير القيمة المختلطة إلى أنه يجب دمج جميع المكونات الثلاثة (الاجتماعية والمالية والبيئية) في أي تقييم للقيمة.

#### سلاسل التوريد
يتم النظر أيضًا في سلسلة التوريد لنموذج العمل عند تقييم خلق القيمة المختلطة. بموجب إطار القيمة الممزوجة، فإن شركة الملابس على سبيل المثال، تستمد ملابسها من مصنع للبلوزات الشاقة - مثل المصنع المتورط في انهيار مبنى سافار عام 2013 - ستولد مستوى منخفضًا من القيمة الاجتماعية. تملي مقترحات القيمة المختلطة على المنظمات (الهادفة للربح وغير الهادفة للربح على حد سواء) أن تحاول بنشاط اختيار الموردين الذين يولدون أيضًا قيمة مخلوطة عالية ؛ لمواصلة المثال أعلاه، فإن شركة ملابس مصدرها مصنع نسيج معتمد للتجارة العادلة ستنتج مستوى عاليًا من القيمة المخلوطة.

### القيمة الممزوجة في الاستثمار
اقترح إيمرسون مصطلح «القيمة الممزوجة» في سياق الاستثمار المؤثر لوصف مختلف فئات العوائد التي يجب أن يبحث عنها المستثمر. يفترض إيمرسون فكرة أن قياس الاستثمارات بحتة من حيث العوائد المالية هو تقييم مخادع للواقع لأن هناك آثار اجتماعية وبيئية على أي نشاط تجاري. هناك فرق طفيف بين نموذج الأعمال الذي يولد قيمة مختلطة، والاستثمار الذي يخلق قيمة مختلطة. يمكن تفسير الفرق من خلال مفهوم الإضافية. الإضافة هي القيمة المضافة التي يمكن أن تُنسب إلى الاستثمار (أي إذا كان الاستثمار يتمتع بمستوى عالٍ من الإضافات، عندئذٍ يمكن عزل جزء كبير من تأثير المؤسسات وإسناده إلى ذلك الحقن المحدد لرأس المال). ويهدف هذا العزل إلى التعبير عن الكيفية التي يخلق بها رأس المال من الاستثمار مستويات مختلفة من القيمة. تجمع المؤسسات البيانات من أجل إبلاغ مستثمريها عن أدائهم. عندما يبحث المستثمرون عن قيمة مختلطة، فإنهم يبحثون عن عوائد اجتماعية وبيئية ومالية. على الرغم من عدم وجود نظام قياس موحد وحيد لتحديد هذه العوائد للمستثمرين، إلا أن منظمات مثل GIIN و GIIRS تبذل جهودًا لإنشاء مجموعة من أدوات القياس والمقاييس التي تجعل التقييم الشامل للاستثمارات أكثر جدوى. تشمل الأنظمة الحالية:
- IRIS - تقارير الأثر ومعايير الاستثمار
- تقييمات GIIRS
- العائد على الاستثمار الاجتماعي - العائد الاجتماعي على الاستثمار
- نبض .